# Канцелар (Њемачка)
Савезни канцелар или канцелар (њем. Bundeskanzler, Kanzler) је шеф владе у Савезној Републици Њемачкој.
To је еквивалентно премијеру у другим државама. Њемачки израз за предсједника владе, министар-предсједник (њем. Ministerpräsident), користи се искључиво за шефове влада њемачких савезних држава, изузимајући савезне градове Берлин, Хамбург и Бремен.
Тренутни канцелар Њемачке је Фридрих Мерц, који је изабран 2025. године након четворогодишње владавине Олафа Шолца од његовог избора 2021. године. Меркел је била прва жена канцелар, и због тога је позната под називом канцеларка (њем. Bundeskanzlerin, Kanzlerin), иако се та ријеч никада службено не користи.
Институција канцелара има дугу историју, која вуче коријене још из Светог римског царства. Титула канцелара је кориштена у многим њемачким говорним подручјима у Европи. Модерна функција канцелара је успостављена заједно са оснивањем Сјеверноњемачке конфедерације, гдје је Ото фон Бизмарк постао савезни канцелар (њем. Bundeskanzler) 1867. године. Након уједињења Њемачке 1871, успостављена је функција царског канцелара (њем. Reichskanzler). Од усвајања Устава Њемачке из 1949, назив савезни канцелар (њем. Bundeskanzler) је поновно враћен у употребу.
Током различитих периода, улога канцелара је варирала. Од 1871. до 1918, царски канцелар је био одговоран само њемачком цару. Након уставне реформе из 1918, парламенту је дато право да може да изгласа неповјерење канцелару. Према Вајмарском уставу из 1919, канцелара је именовао предсједник, а био је одговоран парламенту. Након смрти предсједника Хинденбурга, Вајмарски устав је ефективно био неважећи током владавине Националсоцијалистичке партије, а Адолф Хитлер је, у улози фирера, објединио надлежности предсједника и канцелара, иако се назив царски канцелар — рајхсканцелар (њем. Reichskanzler) наставио и даље користити.
Устав Њемачке из 1949. дао је канцелару веће надлежности него што је имао током постојања Вајмарске Републике, али је знатно смањио власт предсједника државе. Њемачки политички систем се данас назива „канцеларска демократија“, имајући у виду улогу канцелара као шефа извршне власти.
Од 1867. године, 34 личности су се налазиле на положају канцелара.

## Историјат
Због својих административних задатака, старјешина царске капеле у Светом римском царству је називан канцелар. Надбискуп Мајнца је био њемачки канцелар до самог краја постојања Светог римског царства (1806), док су надбискупи Колоња и надбискупи Тријера од Бургундије били италијански канцелари. Ова тројица надбискупа су били такође кнежеви изборници у Светом римском царству.
Од 1867. до 1871, током постојања Сјеверноњемачке конфедерације, коришћен је назив савезни канцелар (њем. Bundeskanzler). Од 1871. до 1945, употребљаван је назив царски канцелар — рајхсканцелар (њем. Reichskanzler). Од 1949. године, службени назив за ову функцију је поновно постао савезни канцелар (њем. Bundeskanzler).
У бившој Источној Њемачкој, која је постојала од 7. октобра 1949. до 3. октобра 1990, положај канцелара није постојао. Еквивалентан положај је био називан министар-предсједник (њем. Ministerpräsident) или предсједавајући Савјета министара Демократске Републике Њемачке (њем. Vorsitzender des Ministerrats der DDR).

## Канцелар Сјеверноњемачке конфедерације
Шеф владе Сјеверноњемачке конфедерације, положај који је успостављен 1. јула 1867, називан је савезни канцелар (њем. Bundeskanzler). Једина особа која је држала овај положај је био Ото фон Бизмарк, главни министар Пруске.
Пруски краљ је био крунисан за њемачког цара у Версајском дворцу 18. јануара 1871, али Сјеверноњемачка конфедерација није престала постојати све док Устав Њемачке из 1871. није ступио на снагу 16. априла исте године. Ото фон Бизмарк је остао канцелар Конфедерације до тог датума. За вријеме тих неколико мјесеци, Сјеверноњемачка конфедерација је називана и Њемачка конфедерација, зато што су се све јужне њемачке државе (осим Аустрије) придружиле конфедерацији.
Канцелара је именовао пруски краљ у својству предсједника Сјеверноњемачке конфедерације. Његова улога је била слична улози канцелара Њемачке од 1871. године.

## Канцелар Њемачког царства
Од 1871. године, у Њемачком царству, канцелар је истовремено служио као царев главни министар и као предсједавајући Бундесрата, горњег дома народног представништва. Он није био биран од стране народног представништва, Рајхстага, нити му је био одговоран. Канцелара је именовао и разрјешавао њемачки цар.
Савезна власт се састојала од:
- савезног вијећа, Бундесрата, који се састојао од представника савезних држава и на челу њега се налазио пруски краљ;
- народног представништва, Рајхстага;
- савезне извршне власти, коју је предводио пруски главни министар Ото фон Бизмарк у својству савезног канцелара у персоналној унији.

Технички, министар иностраних послова Пруске је био задужен за давање пруских гласова у савезном вијећу, Бундесрату, и тако је био моћнији од канцелара. Због овог разлога, Ото фон Бизмарк је био истовремено министар иностраних послова и главни министар Пруске. Неки извори тврде да су ови положаји били у потпуности сједињени, и да су сви канцелари морали бити главни министри Пруске, али ово није било тачно.
Савезни канцелар је имао нижи степен власти, поредећи га са степеном влашћу главних министара у савезним државама. Функција канцелара је симболизовала снажну монархистичко-бирократску компоненту, као што је то у пруској традицији био фон Харденберг.
Године 1871, дјелокруг савезног канцелара је био премјештен на извршну власт Њемачког царства, које се још састојало од јужних њемачких држава. Назив канцелар и савезна агенција (као противрјечност министарству) је показивала један нижи степен савезне извршне власти, поредећи је са степеном извршне власти савезних држава. Због овог разлога, нити канцелар нити старјешине царских ресора под његовом влашћу, нису користиле титулу министра до 1918. године.
Устав Њемачке је био амандмански измијењен 29. октобра 1918, када је народном представништву дато право да разријеши канцелара. Али, ова промјена није могла спријечити избијање револуције неколико дана касније.

## Револуционарни период
Дана 9. новембра 1918, канцелар Макс фон Баден је предао функцију Фридриху Еберту. Еберт је наставио да служи као шеф владе током три мјесеца, између краја постојања Њемачког царства новембра 1918. и првог састајања Народне скупштине фебруара 1919, али није користио назив канцелар.
Током тог времена, Еберт је такође служио као предсједавајући Савјета народних делегата, до 29. децембра 1918. заједно са независним социјалдемократом Хугом Хасеом.

## Канцелар Вајмарске Републике
Положај канцелара је постојао и у Вајмарској Републици. Канцелар је био именован од стране предсједника, али је био одговоран Рајхстагу.
У Вајмарској Републици, канцелар није имао велику власт, него је био нешто више од предсједавајућег. Владине одлуке су доношене већином гласова. У стварности, многе владине одлуке су зависиле од сарадње са предсједником, будући да је било тешко обезбиједити подршку парламентарне већине.

## Канцелар Трећег рајха
Адолф Хитлер је постао канцелар Њемачке 1933. године, од када почиње историја Трећег рајха. Када је Хитлер заузео овај положај, одмах је почео да проширује власт и да мијења суштину канцеларства. Након само два мјесеца на овој функцији, Рајхстаг је усвојио Закон о овлашћењима који је омогућио влади да врши пуну законодавну власт на период од четири године, с тим да не смије да задире у надлежности Рајхстага, Рајхсрата или рајхспредсједника. Надлежности канцелара су постале још веће још у августу 1934. године када је предсједник Паул фон Хинденбург преминуо. Адолф Хитлер је искористио Закон о овлашћењима да споји функције канцелара и предсједника, и да створи нову функцију фирера. Иако су функције биле сједињене, Хитлер се и даље службено представљао као фирер и рајхсканцелар (њем. Führer  und Reichskanzler), указујући да су функције шефа државе и шефа владе и даље раздвојене, али их врши један човјек. Ово раздвајање је постало још више очито априла 1945. године када је Адолф Хитлер дао инструкцију да се након његове смрти функција фирера укине, а да се створе нове функције предсједника и канцелара. Дана 30. априла 1945, Адолф Хитлер је починио самоубиство, а њега је на мјесту канцелара наслиједио Јозеф Гебелс, што је била Хитлерова посљедња жеља и тестамент.

## Савезни канцелар Савезне Републике Њемачке
Основни закон (њем. Grundgesetz) из 1949. године дао је савезном канцелару (њем. Bundeskanzler) широка овлашћења у руковођењу државном политиком. Због овог разлога, њемачки политички систем се често назива „канцеларска демократија“. Највећа опозициона странка обично кандидује свог вођу за савезне изборе под називом канцелар-кандидат (њем. Kanzlerkandidat). Савезна влада (њем. Bundesregierung) састоји се од канцелара и његових министара.
Власт канцелара произилази из одредаба Основног закона, и из његовог положаја као вође странке (или коалиције странака) која држи већину мјеста у Бундестагу (савезном парламенту).
Након оснивања Савезне Републике Њемачке, канцелар се службено представљао као господин савезни канцелар (њем. Herr Bundeskanzler). Бивши канцелар Ангела Меркел уобичајено се ословљавала са госпођа савезна канцеларка (њем. Frau Bundeskanzlerin).